# Communauté de communes de Forez en Lyonnais
Die Communauté de communes de Forez en Lyonnais ist ein ehemaliger französischer Gemeindeverband mit Rechtsform einer Communauté de communes im Département Loire, dessen Verwaltungssitz sich in dem Ort Chazelles-sur-Lyon befand.
Er lag nördlich von Saint-Étienne und umfasste einen Abschnitt im Westen der Monts du Lyonnais an der Grenze zum Département Rhône. Der ländlich geprägte Gemeindeverband bestand aus zehn Gemeinden auf einer Fläche von 93,7 km2.

## Aufgaben
Zu den vorgeschriebenen Kompetenzen gehörten die Entwicklung und Förderung wirtschaftlicher Aktivitäten und des Tourismus. Der Gemeindeverband bestimmte die Wohnungsbaupolitik und betrieb die Müllentsorgung und die Straßenmeisterei. Zusätzlich baute und unterhielt der Verband Kultureinrichtungen und förderte Veranstaltungen in diesem Bereich.

## Historische Entwicklung
Der Gemeindeverband entstand Ende 1994 als Nachfolger eines SIVOM.
Mit Wirkung vom 1. Januar 2017 fusionierte der Gemeindeverband mit
- Communauté de communes des Collines du Matin,
- Communauté de communes de Feurs en Forez,
- Communauté de communes de Balbigny, sowie
- Communauté de communes du Pays de Saint-Galmier

und bildete so die Nachfolgeorganisation Communauté de communes de Forez-Est. Bei dieser Gelegenheit wechselte die Gemeinde La Gimond zur Saint-Étienne Métropole.

## Ehemalige Mitgliedsgemeinden
Folgende zehn Gemeinden gehörten der Communauté de communes de Forez en Lyonnais an:
| Gemeinde              | Einwohner 1. Januar 2022 | Fläche km² | Dichte Einw./km² | Code INSEE | Postleitzahl |
| --------------------- | ------------------------ | ---------- | ---------------- | ---------- | ------------ |
| Châtelus              | 135                      | 2,53       | 53               | 42055      | 42140        |
| Chazelles-sur-Lyon    | 5.507                    | 20,91      | 263              | 42059      | 42140        |
| Chevrières            | 1.155                    | 14,54      | 79               | 42062      | 42140        |
| Grammond              | 885                      | 8,13       | 109              | 42102      | 42140        |
| La Gimond             | 278                      | 3,37       | 82               | 42100      | 42140        |
| Maringes              | 679                      | 9,17       | 74               | 42138      | 42140        |
| Saint-Denis-sur-Coise | 684                      | 10,79      | 63               | 42216      | 42140        |
| Saint-Médard-en-Forez | 945                      | 10,39      | 91               | 42264      | 42330        |
| Viricelles            | 448                      | 2,00       | 224              | 42335      | 42140        |
| Virigneux             | 621                      | 11,84      | 52               | 42336      | 42140        |